# L.A. Style
L.A. Style fue un dúo de música electrónica neerlandés de Techno, fundada y producida por el locutor de radio Wessel van Diepen, que también creó Nakatomi y Vengaboys, teniendo bastante éxito.
L.A. Style tuvo corta vida de éxito cuando su sencillo de 1991 "James Brown Is Dead", apareció en el Billboard Hot 100 Airplay, convirtiéndose en la canción primera en su tipo (es decir, de rave techno) en golpear las listas de sencillos de Billboard.
Lanzaron un disco homónimo, así como a otros sencillos, pero a pesar del éxito en el extranjero, así como en las discotecas, el dúo se separó en 1995.

## Discografía

### Álbumes
- L.A. Style (1993)

### Sencillos
- 1991:James Brown Is Dead
- 1992: I'm Raving/L.A. Style Theme
- 1993: Balloony
- 1994: Got To Move
- 1995: Magic Trip

### Álbum
- 1993: L. A. Style - The Album